# Енергетика Італії
Енергія в Італії надходить переважно з викопного палива . Серед найбільш використовуваних ресурсів є нафта (здебільшого використовується для транспортного сектору), природний газ (використовується для виробництва електроенергії та опалення), вугілля та відновлювані джерела енергії. Італія має мало енергетичних ресурсів, і більшість поставок імпортується.

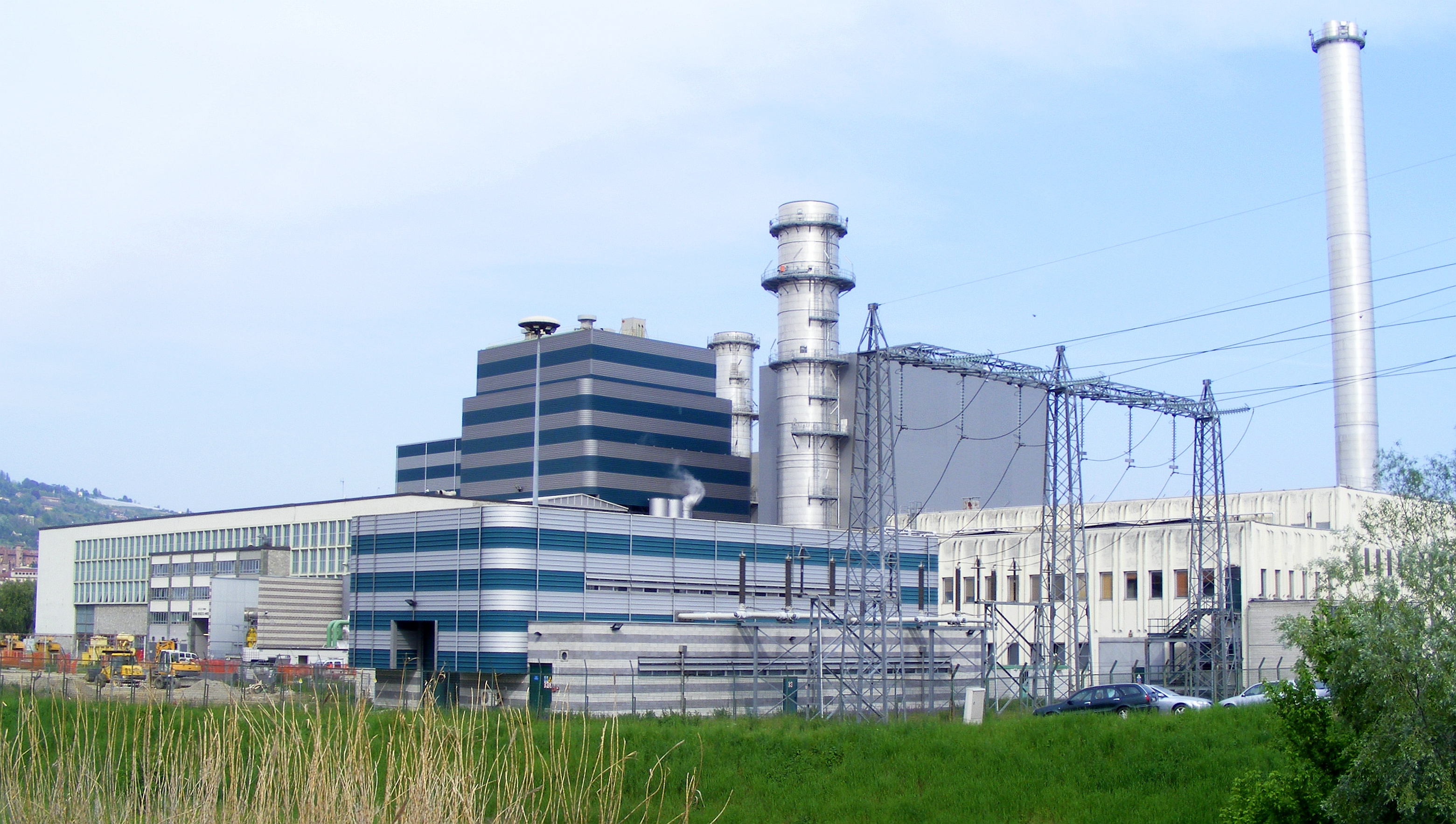
Когенераційна станція Монкальєрі, яка постачає тепло в мережу централізованого теплопостачання столичного району Турина

Значна частка електроенергії імпортується, переважно зі Швейцарії та Франції . Частка первинної енергії, що витрачається на виробництво електроенергії, становить понад 35% і неухильно зростає з 1970-х років.
Електроенергія виробляється в основному з природного газу , на який припадає більше половини загальної кінцевої виробленої електроенергії. Іншим важливим джерелом є гідроелектроенергія , яка була практично єдиним джерелом електроенергії до 1960 року. Вітрова та сонячна енергія стрімко зростала між 2010 та 2013 роками завдяки високим стимулам. Італія є одним із найбільших у світі виробників відновлюваної енергії.

## Нафтова промисловість
В Італії домінує нафтова промисловість (понад 70%). Через брак енергетичних ресурсів країна змушена  імпортувати переважну кількість потрібних для нафтової економіки  (95% від споживання) та природного газу (60%). З країн Перської затоки нафта надходить морськими шляхами, переробляється на нафтопереробних підприємствах, які знаходяться в портових містах. З Росії та Алжиру експортується газ газопроводами, прокладеними по дну Середземного моря.

## Електростанції

### Теплові електростанції
На ТЕС виробляється понад 200 млрд кВт/годин — це 65%, основна частина електроенергії в Італії. В Італії ТЕС працюють на імпортному та власному вугіллі, частково на нафті. Орієнтуються на споживача, тому розміщуються біля нафтопереробних заводів, або у великих містах у центрі Італії та на узбережжях  Лігурійського, Тірренського, Адріатичного морів.

### Гідроелектростанції
30% електроенергії  виробляють ГЕС, що розміщені на альпійських річках, повний гідроресурс яких оцінюється у 56 млрд.кВт.

### Атомні електростанції
у 1987 році в Італії пройшов всенародний рефередум, який дав негативне рішення, щодо роботи АЕС в Італії. Тому АЕС в Італії не працюють.  Існують окремі об'єкти альтернативної енергетики.